# Namirowo
Namirowo (deutsch Klein Baumgarth, polnisch früher Bomgarczik) ist eine Ortschaft in der Landgemeinde (Gmina) Mikołajki Pomorskie (Niklaskirchen) im Powiat Sztumski (Stuhmer Kreis) der polnischen Woiwodschaft Pommern.

## Geographische Lage
Die Ortschaft liegt im ehemaligen Westpreußen, etwa 14 Kilometer südsüdöstlich von Stuhm (Sztum), zwanzig Kilometer südwestlich von Christburg (Dzierzgoń) und fünf Kilometer südwestlich von Niklaskirchen (Mikołajki Pomorskie).

## Geschichte
Ältere Ortsbezeichnungen sind Bomgarten (1499),  Bomgarlt (1527), Bomgart (1592), Bomgarth (1606), Bomgardt (1650) und Baumgarth (1773). Im 15. Jahrhundert gehörte Klein Baumgarth zu den Weishofer Gütern. 1772 besaß Klein Baumgarth ein Globuchowski, der es von der Familie Kalkstein gekauft hatte. 1804 hatte Klein Baumgarth ein von Łyskowski in Besitz, dem außerdem noch das Gut Wilczewo gehörte; beide Güter zusammen waren auf 10.000 Taler geschätzt worden.
Besitzer des Ritterguts Klein Baumgarth um 1896 war Wilhelm König.
Der Gutsbezirk Klein Baumgarth, der am 1. April 1927 eine Flächengröße von 236 Hektar hatte, wurde am 30. September 1928 in die Landgemeinde Portschweiten eingegliedert.
Im Jahr 1945 war Klein Baumgarth ein Wohnplatz in der Landgemeinde Portschweiten im Landkreis Stuhm im Regierungsbezirk Marienwerder, Reichsgau Danzig-Westpreußen, des Deutschen Reichs. Portschweiten war dem Amtsbezirk Carpangen zugeordnet.
Im Januar 1945 wurde Portschweiten  von der Roten Armee besetzt. Nach Beendigung der Kampfhandlungen wurde die Region seitens der sowjetischen Besatzungsmacht zusammen mit ganz Hinterpommern und der südlichen Hälfte Ostpreußens – militärische Sperrgebiete ausgenommen – der Volksrepublik Polen zur Verwaltung überlassen. Es wanderten nun Polen zu. Baumgarth wurde unter der polnischen Ortsbezeichnung „“ verwaltet. Die einheimische Bevölkerung wurde von der polnischen Administration mit wenigen Ausnahmen aus Baumgarth vertrieben.

### Demographie
| Jahr | Einwohner | Anmerkungen                                                                              |
| ---- | --------- | ---------------------------------------------------------------------------------------- |
| 1783 | –         | adliges Dorf, sechs Feuerstellen (Haushaltungen), in Westpreußen                         |
| 1818 | 31        | adlige Besitzung                                                                         |
| 1864 | 52        | Rittergut, sämtlich Katholiken                                                           |
| 1885 | 42        | am 1. Dezember, davon sieben Evangelische und 35 Katholiken                              |
| 1910 | 51        | Landgemeinde, am 1. Dezember, sämtlich Katholiken; sämtlich mit polnischer Muttersprache |
| 1925 | 73        | Gutsbezirk, am 16. Juni                                                                  |

## Kirche
Die Protestanten der hier bis 1945 anwesenden Dorfbevölkerung gehörten zur evangelischen Pfarrei von Groß Rohdau und Dakau.  Die Protestanten in den beiden Gutsbezirken Klein Baumgarth und Wilczewo waren am 22. Januar 1822 per Dekret gastweise in das evangelische Kirchspiel des Dorfs Dakau im benachbarten Kreis Rosenberg in Westpreußen eingepfarrt worden.